# Flavtist
Flavtist je glasbenik, izvajalec na pihalni instrument, imenovan flavta.